# 多圓盤
在數學的多複變函數中，多圓盤是數個圓盤的笛卡兒積。
更明確而言，若在複平面上中心為z及半徑為r開圓盤記為{\displaystyle D(z,r)}，則一個開多圓盤有以下形式：
{\displaystyle D(z_{1},r_{1})\times \dots \times D(z_{n},r_{n}).}
也可以等價地寫為
{\displaystyle \{w=(w_{1},w_{2},\dots ,w_{n})\in {\mathbf {C} }^{n}\mid \vert z_{k}-w_{k}\vert <r_{k},{\mbox{ for all }}k=1,\dots ,n\}.}
多圓盤與Cn中的開球不同，開球的定義是
{\displaystyle \{w\in \mathbf {C} ^{n}\mid \lVert z-w\rVert <r\}.}
此處範數為Cn中的歐幾里得距離。
當n > 1時，多圓盤與開球不是雙全純等價，即是兩者之間不存在雙全純映射。這結果是龐加萊在1907年證明，方法是證出這兩者的自同構群作為李群有不同的維數。
多圓盤是對數凸賴因哈特域。